# Roy Stryker
Roy Emerson Stryker, född 5 november 1893 i Great Bend, Kansas, USA, död 27 september 1975 i Grand Junction, Colorado, USA, var en amerikansk ekonom och fotograf. 
Efter tjänstgöring i USA:s armé under första världskriget utbildade sig Roy Stryker till ekonom på Columbia University i New York. Han använde fotografier för att illustrera sina facktexter och föreläsningar. Han arbetade på universitetet tillsammans med Rexford Tugwell, och när denne anställdes av Resettlement Administration, senare omdöpt till Farm Security Administration, följde Stryker med honom dit. Tugwell och Stryker tog initiativ till att Resettlement Administration skulle dokumentera jordbruksområdenas problem under Den stora depressionen och 1935 blev Stryker chef för myndighetens informationsavdelning, där han organiserade ett fotodokumentationsprojekt. 
Roy Stryker ledde detta projekt med fast hand och såg till att de stora tidningarna och tidskrifterna fick tillgång till fotografierna. Detta underlättade att allmänheten fick kännedom om problemen för de fattiga på landsbygden och ledde också till att de engagerade fotograferna gjorde kommersiell karriär. Över en knapp tioårsperiod tillgängliggjordes för pressen 77.000 fotografier från 164.000 negativ.
Roy Stryker engagerade som fotografer bland andra Dorothea Lange, Arthur Rothstein, Walker Evans, Ben Shahn, John Vachon, Marion Post Wolcott, Russell Lee, Jack Delano och Gordon Parks.
Under andra världskriget knöts myndighetens fotografienhet till Office of War Information och fick mer propagandistiskt uppdrag under ett och ett halvt år, innan den upplöstes. Vid samma tillfälle lades Food Security Administration ned, varefter dess fotosamling överfördes till Library of Congress.
Roy Stryker övergick till att arbeta inom Standard Oil med dess PR-dokumentärprojekt 1943–1950. Fotografer för Standard Oil-projektet var bland andra Berenice Abbott, Gordon Parks, Esther Bubley, Russell Lee och Elliott Erwitt, varav de tre senare följde med Stryker till dennes nästa projekt i Pittsburgh i Pennsylvania. Efter att ha angivit ämnen, som han ville ha belysta, lämnade Stryker fotograferna fria händer att genomföra fotograferingen efter egna infallsvinklar. 
Mellan 1950 och 1952 arbetade Stryker med att bygga upp Pittsburgh Photographic Library, vars samlingar 1960 överfördes till Carnegie Library i Pittsburgh. Efter Pittsburgh Photographic Library ledde Stryker ett dokumenteringsprojekt för Jones and Laughlin Steel Company och var därefter konsult, samt ledde seminarier om fotojournalistik på University of Missouri.